# Pygothrips sculpticauda
Pygothrips sculpticauda är en insektsart som först beskrevs av Ian A. Hood och Williams 1915.  Pygothrips sculpticauda ingår i släktet Pygothrips och familjen rörtripsar. Inga underarter finns listade i Catalogue of Life.